# Ooooooohhh... On the TLC Tip
Albums de TLC
CrazySexyCool
(1994)
Singles
1. Ain't 2 Proud 2 Beg
Sortie : 22 janvier 1992
2. Baby-Baby-Baby
Sortie : 29 avril 1992
3. What About Your Friends
Sortie : 28 août 1992
4. Hat 2 da Back
Sortie : 3 septembre 1992

Ooooooohhh... On the TLC Tip est le premier album studio de TLC, sorti le 25 février 1992.
L'album, qui s'est classé 3e au Top R&B/Hip-Hop Albums et 14e au Billboard 200, a été certifié quadruple disque de platine par la RIAA le 1er mai 1996.
Quatre des titres qui le composent ont fait l'objet d'un single, Ain't 2 Proud 2 Beg, Baby-Baby-Baby, What About Your Friends et Hat 2 da Back.

## Liste des titres
| No  | Titre                         | Contient un (des) sample(s) de | Durée |
| --- | ----------------------------- | --- | ----- |
| 1.  | Intro                         | | 0:30  |
| 2.  | Ain't 2 Proud 2 Beg           | School Boy Crush de l'Average White Band Fly, Robin, Fly de Silver Convention Take Me to the Mardi Gras de Bob James Get Me Back on Time, Engine #9 de Wilson Pickett Jungle Boogie de Kool & the Gang I Want to Take You Higher de Sly & the Family Stone Escape-Ism de James Brown                                                    | 5:36  |
| 3.  | Shock dat Monkey              | The Champ des Mohawks Funky Drummer de James Brown Impeach the President des Honey Drippers Get Me Back on Time, Engine #9 de Wilson Pickett Funky President (People It's Bad) de James Brown God Make Me Funky des Headhunters featuring The Pointer Sisters                                                                           | 5:08  |
| 4.  | Intermission I                | | 0:19  |
| 5.  | Hat 2 da Back                 | Kool Is Back de Funk, Inc. Hihache du Lafayette Afro Rock Band Big Ole Butt de LL Cool J Shut the Eff Up! (Hoe) de MC Lyte Here We Go (Live at the Funhouse) de Run–D.M.C. What Makes You Happy de KC & the Sunshine Band Poetry des Boogie Down Productions Frisco Disco d'Eastside Connection Theme From the Black Hole de Parliament | 4:16  |
| 6.  | Das da Way We Like 'Em        | UFO d'ESG Think (About It) de Lyn Collins O.P.P. de Naughty by Nature Don't Look Any Further de Dennis Edwards featuring Siedah Garrett Escape-Ism de James Brown | 5:01  |
| 7.  | What About Your Friends       | Blues and Pants de James Brown Sing a Simple Song de Sly & the Family Stone | 4:53  |
| 8.  | His Story                     | The Humpty Dance de Digital Underground The Jam du Graham Central Station | 4:23  |
| 9.  | Intermission II               | | 0:59  |
| 10. | Bad by Myself                 | | 3:55  |
| 11. | Somethin' You Wanna Know      | | 5:43  |
| 12. | Baby-Baby-Baby                | | 5:15  |
| 13. | This Is How It Should Be Done | We're a Winner des Impressions I Know You Got Soul d'Eric B. & Rakim Kool Is Back de Funk, Inc. Do the Funky Penguin (Part 2) de Rufus Thomas | 4:27  |
| 14. | Depend on Myself              | Scorpio de Dennis Coffey and The Detroit Guitar Band The Assembly Line des Commodores Kool Is Back de Funk, Inc. Think (About It) de Lyn Collins | 4:11  |
| 15. | Conclusion                    | | 0:48  |